# Енциклопедија Украјине
Енциклопедија Украјине (укр. Енциклопедія українознавства) јесте украјински национални енциклопедијски пројекат. Томови енциклопедије објављени су од 1984. до 2001. године.

## Развој
Дело је настало под покровитељством Научног друштва Шевченко у Европи (Сарсел, код Париза). Као Енциклопедија украјинских студија, условно се састоји од два дела, од којих је први општи део који се састоји од три тома референтног дела подељеног на предмете или теме. Други део је енциклопедија од 10 томова са уносима распоређеним по азбучном реду.
Главни уредник I и II тома (објављени 1984. и 1988. године) био је Володимир Кубијович. Завршна три тома, на којима је Данилом Хусаром Штруко био главни уредник, изашла су 1993. Енциклопедијски комплет је дошао са мапом Украјине од 30 страница који су саставили Кубијович и Аркадиј Жуковски. Садржао је детаљну мапу на расклапање (размера 1:2 000 000).
Последњи том  је Енциклопедија Украјине: Индекс и грешке. Садржи само индекс и листу грешака у томовима 1–5. 2001. Саставили су га Андриј Макуч и Ирене Поповиц.
Двотомна верзија општег дела енциклопедије објављена је као Ukraine: A Concise Encyclopedia 1963. и 1970. године.
Касније је покренут већи пројекат заснован на делу речника: Енциклопедија Украјине. Током 1984–93. Канадски институт за украјинске студије на Факултету уметности Универзитета у Алберти, уз помоћ Канадске фондације за украјинске студије и Научног друштва Шевченко у Европи, припремио је верзију енциклопедије на енглеском језику, у издању Универзитета у Торонту. Састоји се од пет томова, скоро 4.000 страница и око 12.500 азбучно организованих уноса. У Canadian Journal of History описан је као „најсвеобухватнији и најизбалансиранији рад на енглеском језику о Украјини и Украјинцима у дијаспори“ и „монументална публикација“.

## Репринт у Украјини
Убрзо након што је Украјина постала независна 1991. године, новооживљено Шевченково научно друштво у Лавову, под руководством Олег Романив, прештампао део речника Кубијовичеве Енциклопедије Украјине на украјинском језику, по први пут у Украјини, у једанаест томова објављених од 1993. до 2003.
У репринту пројекта, у есеју објављеном у првом тому, Романив је написао да Енциклопедија Украјине показује пример украјинске пристрасности и предрасуда према Русији, што је било веома типично за радове украјинске дијаспоре у периоду када је Украјина била део СССР-а.

## Internet Encyclopedia of Ukraine
Internet Encyclopedia of Ukraine је бесплатна онлајн енциклопедија на енглеском језику са широким спектром чланака о Украјини, укључујући и чланке о историји, људима, географији, економији и култури. По завршетку, ИЕУ ће бити најауторитативнији и најсвеобухватнији интернетски извор на енглеском о Украјини и Украјинцима. Од јуна 2020. садржао је око 6.000 уноса и 5.000 илустрација.

## Пријем
Енциклопедија је добила углавном позитивне критике западних академских рецензената.